# Ceraticelus subniger
Ceraticelus subniger är en spindelart som beskrevs av Chamberlin 1948. Ceraticelus subniger ingår i släktet Ceraticelus och familjen täckvävarspindlar. Inga underarter finns listade i Catalogue of Life.